# Чемпіонат світу з трекових велоперегонів 2017 — гонка за очками (чоловіки)
Гонка за очками серед чоловіків на Чемпіонаті світу з трекових велоперегонів 2017 відбулась 14 квітня.

## Результати
Загалом спортсмени здолали 120 кіл (30 км) з 12 спринтами.
| Місце | Ім'я               | Країна          | Очки за коло | очки за спринт | Загалом очок |
| ----- | ------------------ | --------------- | ------------ | -------------- | ------------ |
| 1     | Камерон Меєр       | Австралія       | 40           | 36             | 76           |
| 2     | Кенні Де Кетеле    | Бельгія         | 20           | 20             | 40           |
| 3     | Войцех Пщоларський | Польща          | 20           | 20             | 40           |
| 4     | Ніклас Ларсен      | Данія           | 20           | 14             | 34           |
| 5     | Реган Гоф          | Нова Зеландія   | 0            | 24             | 24           |
| 6     | Морган Кнайскі     | Франція         | 0            | 16             | 16           |
| 7     | Марк Стюарт        | Велика Британія | 0            | 11             | 11           |
| 8     | Клаудіо Імхоф      | Швейцарія       | 0            | 9              | 9            |
| 9     | Крістіан Ловашші   | Угорщина        | 0            | 8              | 8            |
| 10    | Марк Доуні         | Ірландія        | 0            | 6              | 6            |
| 11    | Микита Панасенко   | Казахстан       | 0            | 4              | 4            |
| 12    | Андреас Ґраф       | Австрія         | 0            | 4              | 4            |
| 13    | Роман Романов      | Білорусь        | 0            | 3              | 3            |
| 14    | Лукас Лісс         | Німеччина       | 0            | 3              | 3            |
| 15    | Мікеле Скартецціні | Італія          | 0            | 2              | 2            |
| 16    | Дмитро Страхов     | Росія           | 0            | 1              | 1            |
| 17    | Елой Теруель       | Іспанія         | 0            | 1              | 1            |
| 18    | Мартін Блага       | Чехія           | 0            | 0              | 0            |
| 19    | Жоао Матіас        | Португалія      | −20          | 3              | −17          |
| 20    | Зекері Ковальчик   | США             | −20          | 0              | −20          |
| 21    | Віталій Гринів     | Україна         | −40          | 2              | −38          |
| 22    | Чен Кін Лок        | Гонконг         | −40          | 0              | −40          |
| —     | Адам Джеймісон     | Канада          | DNF          | DNF            | DNF          |
| —     | Таруто Курабаясі   | Японія          | DNF          | DNF            | DNF          |